# Big Daddy Kane
Antonio Hardy (født 10. september 1968) bedre kendt under sit kunstnernavn Big Daddy Kane, er en Grammy Award-vindende amerikansk rapper, der startede sin karriere i 1986 som medlem af rapgruppen Juice Crew. Han er efter manges mening anset for at være en af de mest indflydelsesrige og dygtigste MC's i hiphop. Big Daddy delen kom fra navnet på den karakter Vincent Price spillede i filmen Beach Party.

## Diskografi

### Album
- Long Live the Kane (1988)
- It's a Big Daddy Thing (1989)
- Taste of Chocolate (1990)
- Prince of Darkness (1991)
- Looks Like a Job For... (1993)
- Daddy's Home (1994)
- Veteranz' Day (1998)